# 冯家街历史文化街区
冯家街历史文化街区，位于山西省忻州市代县上馆镇西南街村、西北街村，已列为代县文物保护单位。

## 历史
代州冯氏自明成化年间，由山东青州府寿光县以军户身份迁徙至代州振武卫，借开中法之便经营盐业，由山西扩展至淮扬，成为巨富，家族鼎盛。自明万历至清咸丰，连续十代286年，代代出举人、进士，计有54人，其中有18名进士。

## 建筑
代州冯氏曾在代州城内建有多座牌坊，包括：
1. “天宠荣褒”坊，位于冯家街。明万历直隶昌黎知县冯恩父母诰命坊。
2. “三世藩宣”坊，位于礁楼西。建于顺治十八年。广东布政使冯如京及其祖、父三世诰命坊。光绪三十三年增补“三世巡方”匾。
3. “文武济美坊”（杨家街，明万历冯恩冯惠兄弟题名坊）建于乾隆五十年，补“文武为宪”匾。
4. “兄弟进士”坊。位于武安君庙西，道光二十三年五月建，冯如京之子冯云骧（顺治乙未进士）、冯云骕（康熙丙辰科进士）兄弟题名坊。
5. “五子登科”坊，位于道署东，建于乾隆四十年（1775年），冯钟宿五子冯履咸（进士）、冯履豫（举人）、冯履泰（进士）、冯履丰（举人）、冯履谦（进士）题名坊。宣统元年又加入冯肇崧五子冯治平（举人）、冯淇瞻（举人）、冯清聘（嘉庆戊辰科进士）、冯淑度（举人）冯江锦（道光丙戍科进士）题名。
6. “勋高五省”坊，位于道署后，为冯如京立

## 保护
2002年8月，冯家街历史文化街区公布为代县文物保护单位，属于古建筑类。